# Śniedek pirenejski
Śniedek pirenejski (Ornithogalum pyrenaicum) – gatunek rośliny z rodziny szparagowatych.

## Morfologia

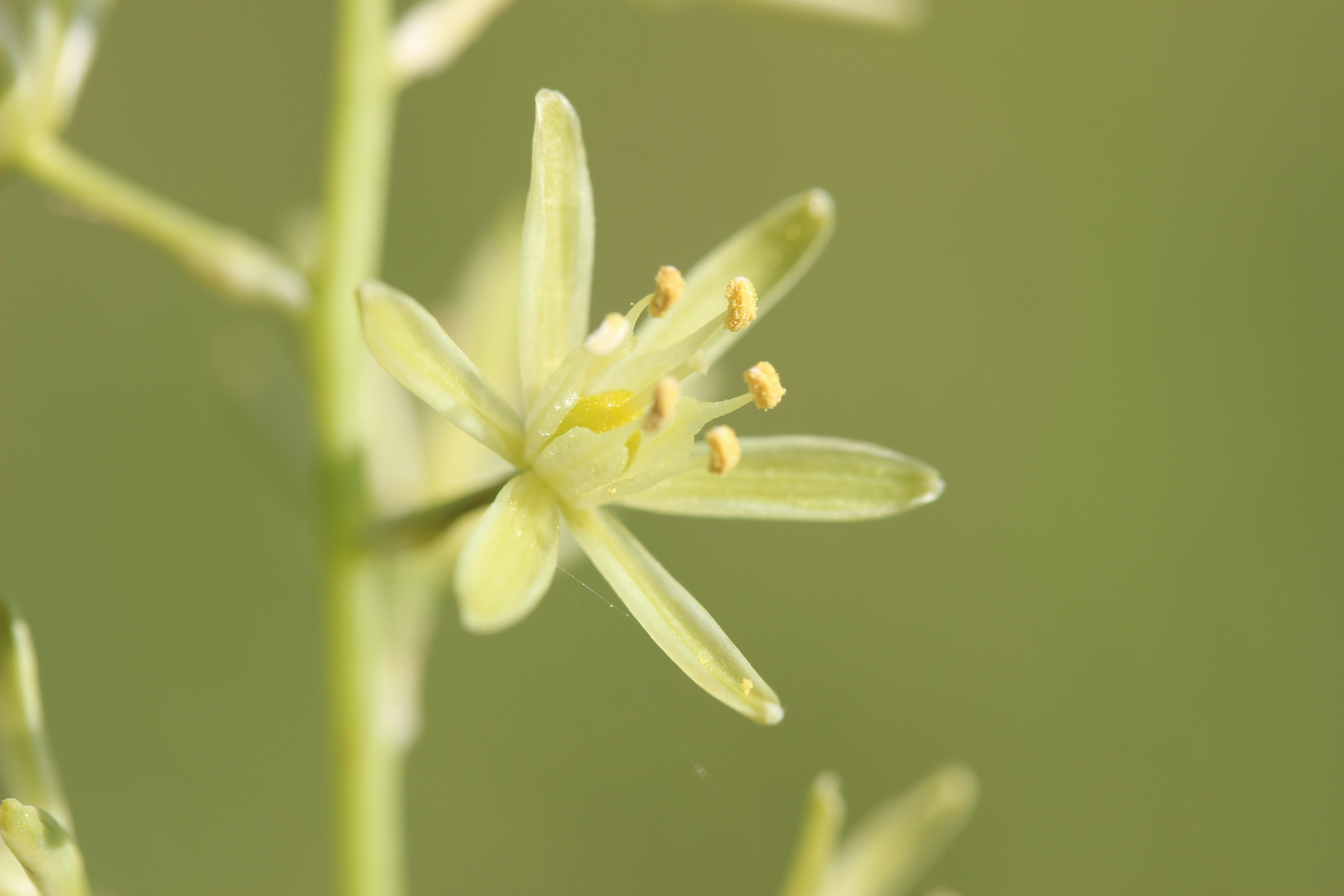
Kwiat

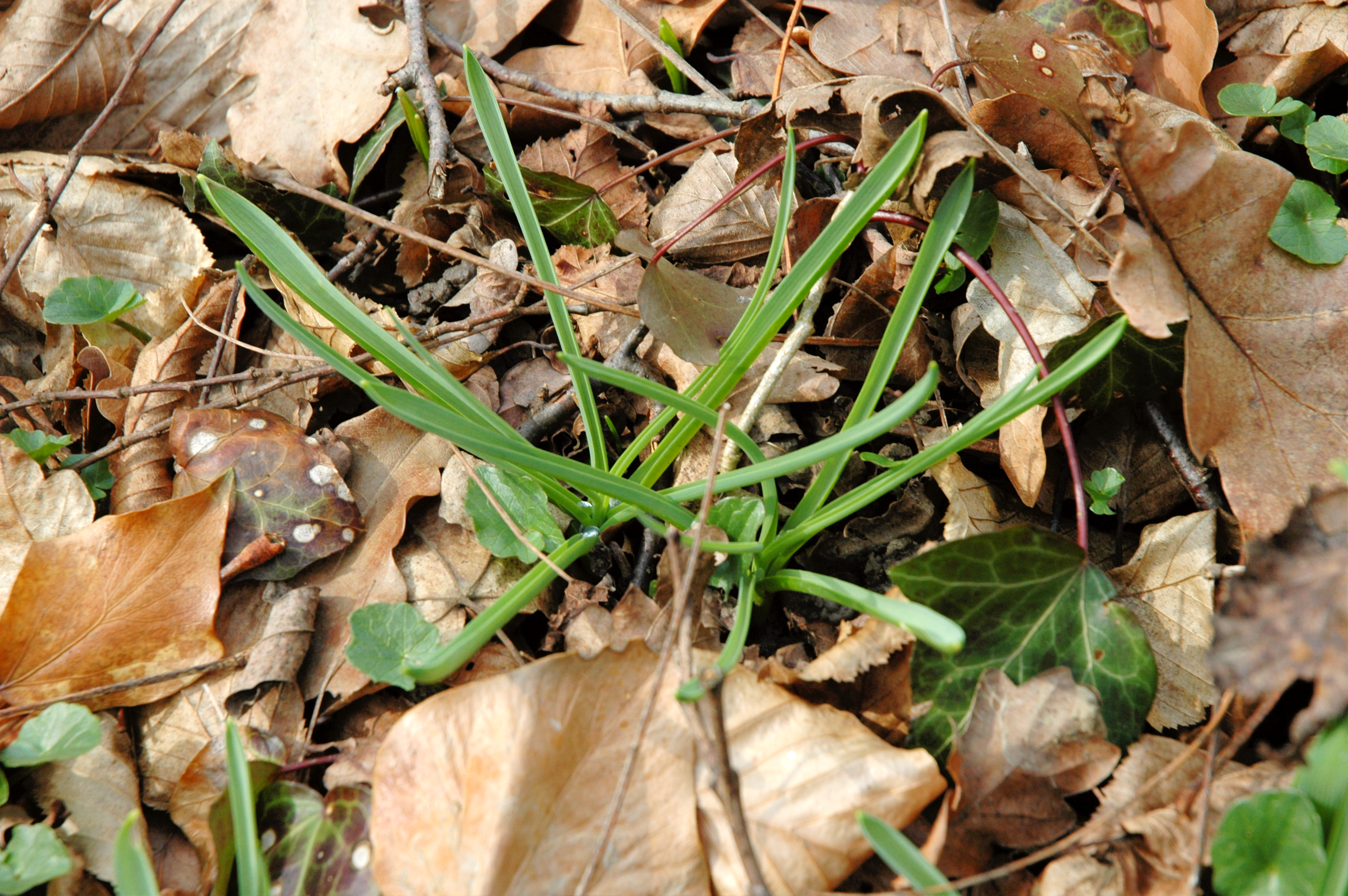
Liście

PokrójRoślina trwała, zielna, wysokości 30–60 cm, cebulowa bez cebulek przybyszowych.
LiścieWyłącznie odziomkowe, równowąskie, żłobkowate, szerokości 6–8 mm i długości 20–40 cm, które pod koniec pory kwitnienia przeważnie zasychają.
KwiatyZebrane w podługowato-piramidalne grono złożone z 20–50 kwiatów. Okwiat tworzą listki długości 6–8 mm, równowąsko-podługowate, gwiaździście odstające, żółtawe lub zielonkawe, od spodu z zielonkawymi pasmami.
OwocJajowata, żeberkowana torebka długości 8–9 mm.
Gatunki podobneŚniedek narboński rośnie mniej więcej w tych samych siedliskach, różni się natomiast przede wszystkim liśćmi, które pozostają na roślinie jeszcze po przekwitnięciu, oraz czysto białymi kwiatami.

## Biologia i ekologia
Występuje na łąkach, w lasach i na pobrzeżach lasów; do wysokości 1500 m n.p.m. Kwitnie od maja do lipca.